# جنگل‌های کوهستانی کوردیلرا
جنگل‌های کوهستانی کوردیرا (به اسپانیایی: Bosques montanos de la Cordillera de la Costa) یک منطقهٔ مسکونی و جنگل در ونزوئلا است.